# 福島県道129号二本松安達線
福島県道129号二本松安達線（ふくしまけんどう129ごう にほんまつあだちせん）は、福島県二本松市内にある一般県道である。

## 路線概要
- 起点：二本松市金色久保
- 終点：二本松市渋川字舟山
- 総延長：8.505 km[1]
  - 実延長：8.479 km
- 路線認定年月日：1976年11月16日[2]

### 重用路線
- 福島県道355号須賀川二本松線（二本松市松岡（松岡交差点）～同市亀谷（亀谷ロータリー交差点））

## 通過する自治体
- 福島県
  - 二本松市

## 接続・交差する道路
- 国道4号二本松バイパス（金色久保（二本松市役所入口交差点） 起点）
- 福島県道355号須賀川二本松線 郡山市方面（松岡（松岡交差点）
- 福島県道190号二本松停車場線（本町（二本松駅入口交差点））
- 福島県道355号二本松須賀川線 福島市方面（亀谷（亀谷ロータリー交差点））
- 福島県道354号安達太良山線（竹田（竹田交差点））
- 福島県道114号福島安達線（油井字新田町）
- 国道4号福島南バイパス・福島県道39号川俣安達線（渋川字舟山 終点）

## 道路施設
金色陸橋
- 全長：40.0m
- 形式：単景観鋼単純鈑桁橋
- 竣工：1979年
- 施工：横河工業[3]

金色から松岡、本町2丁目に至り、JR東北本線を渡る。北詰の松岡交差点にて当県道は東へ屈折する。
池ノ入切通し
もともと奥州街道は二本松城のすぐ南側を通っていたが、江戸時代に行われた町割りにより、1648年（慶安元年）に奥州街道が城から観音丘陵を挟んだ南側に移されたことから南北の連絡のために複数の切通しが設けられ、そのうちの一つが当切通しの原型である。明治時代に県令の三島通庸によって東隣の亀谷切通しを通っていた奥州街道を当切通しへ換線することとなり、1885年（明治18年）に改修工事が行われた。1916年（大正5年）に頂上部分を更に約4m掘下げる改修工事が行われた際には、現場から水が湧き出てきたために「豊潤水」として水場が整備され、歩行者や牛馬の休息に用いられた。1924年（大正13年）には二本松馬車組合によって水場の由来が記された石碑が建立された。1960年（昭和35年）に車道拡幅工事が行われ現在に至るが、枡形状の急カーブなどがそのまま残されている。
当切通しの旧道に当たる部分は市道竹田亀谷坂線に指定されており、急勾配の坂で一直線に丘陵を越える。稜線より南側は亀谷坂、北側は竹田坂と呼ばれており、竹田坂沿線には二本松の特産品である家具の製造業者が軒を連ねる。
いずれの坂道も二本松提灯祭りの山車運行ルートとなっており、巡行の難所となっている。
遠北こ線橋
- 全長：58.0m
  - 主径間：39.0m
- 幅員：8.0（14.0）m
- 形式：単純PCポステンT桁橋＋単純PCプレテンT桁橋
- 竣工：1984年

渋川字栗木内から油井字遠北に至り、JR東北本線を渡る。遮断時間が長く交通の障害となっていた東北本線川俣街道踏切の立体化のために1980年度より着工された。当橋梁を含み1,070mの路線付替が行われ、1984年7月26日に当橋梁を含む620mが開通し、1986年度に全線が開通した。橋梁の総事業費は6億1580万円

## 沿線
- 二本松市役所
- 福島県二本松合同庁舎
- 二本松郵便局
- 二本松神社
- 二本松税務署
- 二本松市コンサートホール - 移転前の市立二本松南小学校跡地であり、更にその前は安達郡役所であった。
- 二本松市福祉センター
- 大七酒造
- 二本松竹田町郵便局
- 智恵子の生家・智恵子記念館
- 二本松市立油井小学校